# Aubigny-au-Bac
Pour les articles homonymes, voir Aubigny et Bac.
Aubigny-au-Bac est une commune française située dans le département du Nord, en région Hauts-de-France.

## Géographie

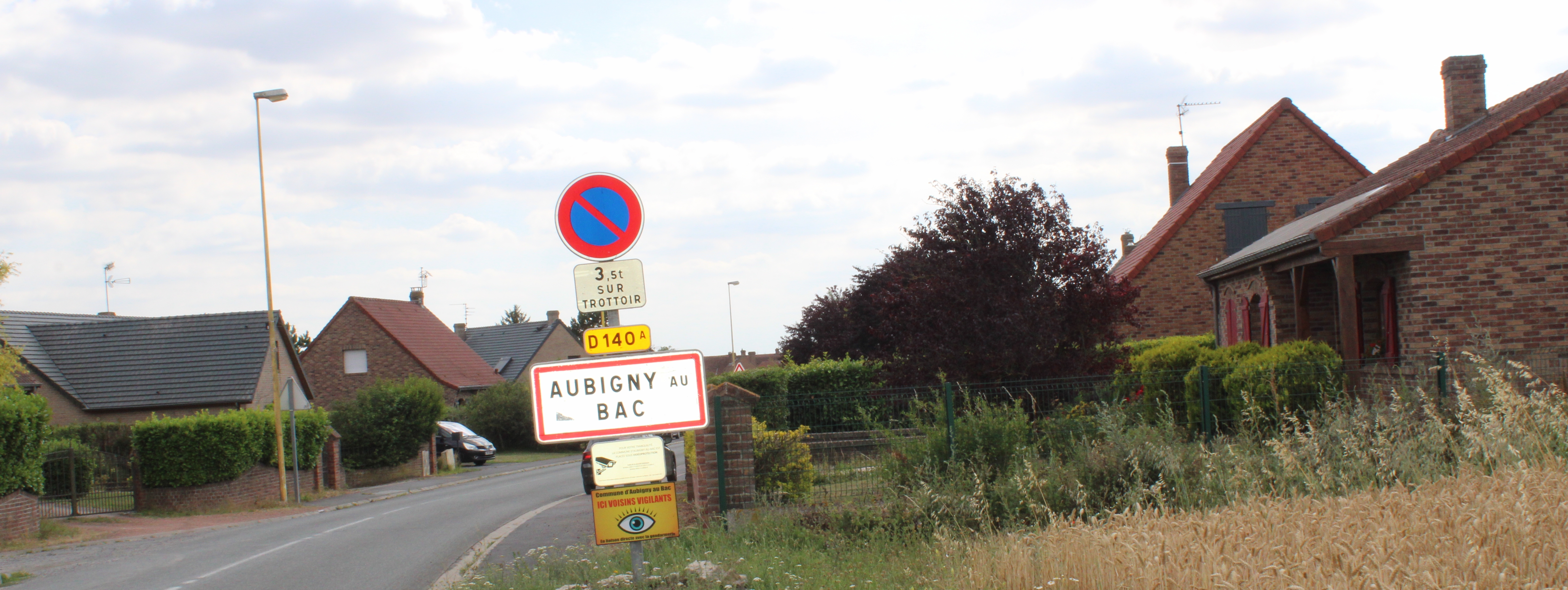
Entrée de la commune.

| Brunémont         | Brunémont         | Fressain |
| Aubencheul-au-Bac | Aubigny-au-Bac    | Féchain  |
| Oisy-le-Verger    | Aubencheul-au-Bac | Fressies |

### Hydrographie

#### Réseau hydrographique
La commune est située dans le bassin Artois-Picardie. Elle est drainée par la rivière Sensée, le canal de la Sensée du confluent du canal du Nord au confluent de l'Escaut canalisé, le marais d'aubigny et un autre petit cours d'eau,.
La Sensée, d'une longueur de 20 km, prend sa source dans la commune de Arleux et se jette  dans l'Escaut canalisée à Bouchain, après avoir traversé douze communes.
Le canal de la Sensée permet un lien entre le canal de Saint-Quentin au nord de Cambrai avec la Scarpe canalisée et le canal de la Deûle à Douai.

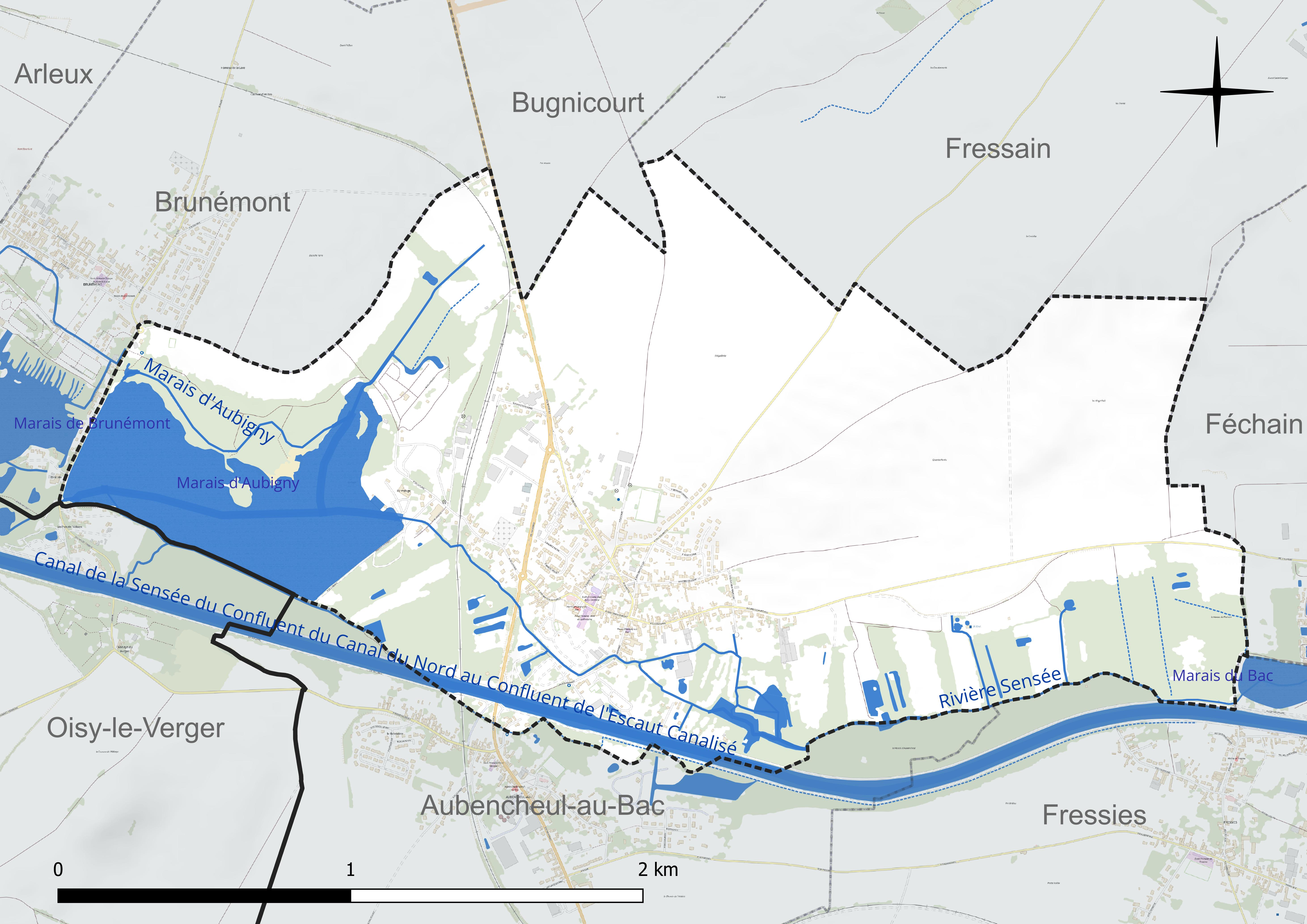
Réseau hydrographique d'Aubigny-au-Bac.

Un plan d'eau complète le réseau hydrographique : le marais d'Aubigny, d'une superficie totale de 43,4 ha (43,4 ha sur la commune),.

#### Gestion et qualité des eaux
Le territoire communal est couvert par le schéma d'aménagement et de gestion des eaux (SAGE) « Sensée ». Ce document de planification concerne un territoire de 857 km2 de superficie, délimité par le bassin versant de la Sensée. Le périmètre a été arrêté le 14 janvier 2023 et le SAGE proprement dit a été approuvé le 21 février 2020. La structure porteuse de l'élaboration et de la mise en œuvre est le syndicat mixte Escaut et Affluents (SyMEA).
La qualité des cours d'eau peut être consultée sur un site dédié géré par les agences de l'eau et l'Agence française pour la biodiversité.

### Climat
Pour des articles plus généraux, voir Climat des Hauts-de-France et Climat du Nord.
En 2010, le climat de la commune est de type climat océanique dégradé des plaines du Centre et du Nord, selon une étude du CNRS s'appuyant sur une série de données couvrant la période 1971-2000. En 2020, Météo-France publie une typologie des climats de la France métropolitaine dans laquelle la commune est exposée à un climat océanique et est dans la région climatique Nord-est du bassin Parisien, caractérisée par un ensoleillement médiocre, une pluviométrie moyenne régulièrement répartie au cours de l'année et un hiver froid (3 °C).
Pour la période 1971-2000, la température annuelle moyenne est de 10,5 °C, avec une amplitude thermique annuelle de 14,8 °C. Le cumul annuel moyen de précipitations est de 700 mm, avec 12,3 jours de précipitations en janvier et 9,4 jours en juillet. Pour la période 1991-2020, la température moyenne annuelle observée sur la station météorologique la plus proche, située sur la commune de Douai à 14 km à vol d'oiseau, est de 11,0 °C et le cumul annuel moyen de précipitations est de 729,2 mm,. Pour l'avenir, les paramètres climatiques de la commune estimés pour 2050 selon différents scénarios d'émission de gaz à effet de serre sont consultables sur un site dédié publié par Météo-France en novembre 2022.

### Voies de communication et transports
La commune est desservie par les TER Hauts-de-France en gare d'Aubigny-au-Bac.
Elle est également desservie par les lignes 20 et 119 du réseau Évéole et par la ligne 828 du réseau interurbain Arc-en-Ciel 3.

## Urbanisme

### Typologie
Au 1er janvier 2024, Aubigny-au-Bac est catégorisée bourg rural, selon la nouvelle grille communale de densité à sept niveaux définie par l'Insee en 2022.
Elle est située hors unité urbaine. Par ailleurs la commune fait partie de l'aire d'attraction de Douai, dont elle est une commune de la couronne,. Cette aire, qui regroupe 61 communes, est catégorisée dans les aires de 50 000 à moins de 200 000 habitants,.

### Occupation des sols
L'occupation des sols de la commune, telle qu'elle ressort de la base de données européenne d'occupation biophysique des sols Corine Land Cover (CLC), est marquée par l'importance des territoires agricoles (53,4 % en 2018), en diminution par rapport à 1990 (55,3 %). La répartition détaillée en 2018 est la suivante : 
terres arables (48 %), zones urbanisées (15,6 %), forêts (12 %), eaux continentales (9 %), zones agricoles hétérogènes (5,4 %), zones humides intérieures (5,1 %), espaces verts artificialisés, non agricoles (4,9 %). L'évolution de l'occupation des sols de la commune et de ses infrastructures peut être observée sur les différentes représentations cartographiques du territoire : la carte de Cassini (XVIIIe siècle), la carte d'état-major (1820-1866) et les cartes ou photos aériennes de l'IGN pour la période actuelle (1950 à aujourd'hui).

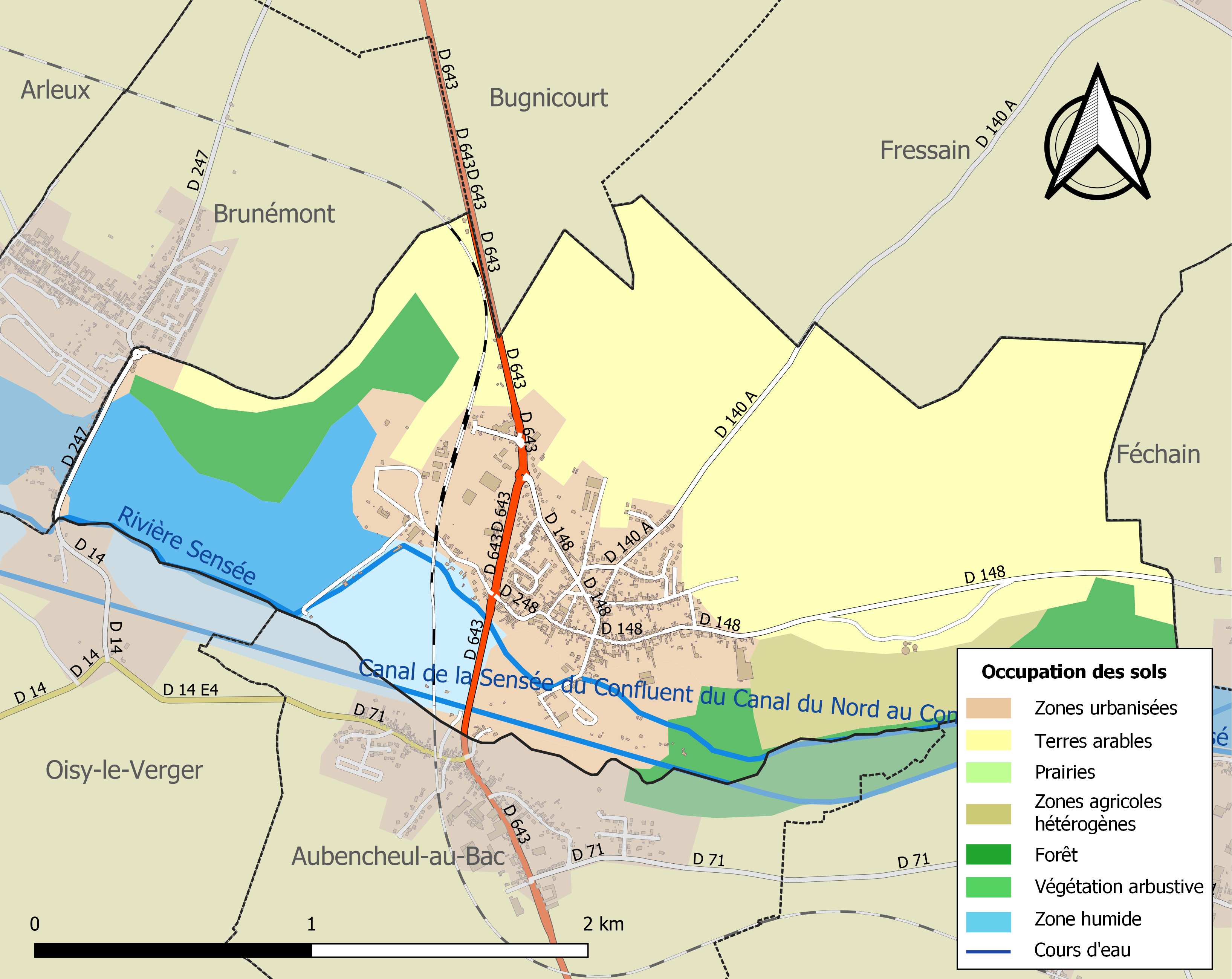
Carte des infrastructures et de l'occupation des sols de la commune en 2018 (CLC).

## Toponymie
Le bac à Aubingi en 1284, Aubegni-le-Bak au XIVe siècle.

## Histoire

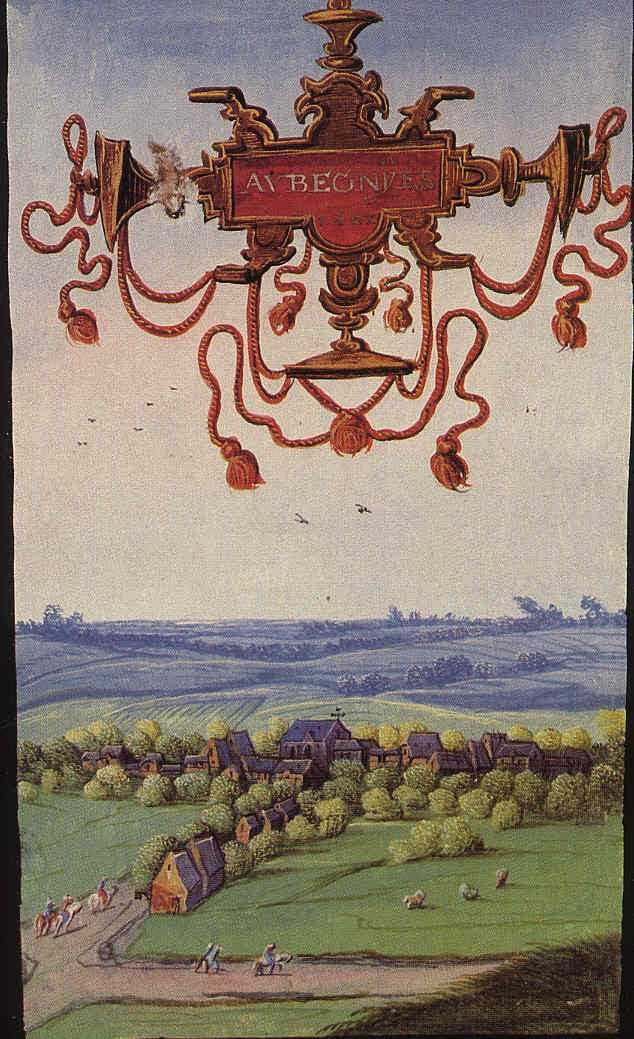
Aubigny-au-Bac dessiné avant 1615 par Adrien de Montigny dans l'Albums de Croÿ.

La présence humaine sur le territoire d'Aubigny remonte à la période paléolithique, comme en témoignent la découverte d'outils en pierre, de pointes de lance et d'une sépulture. La première mention du village remonte à 1294, où il est appelé "le bac à Aubigny", en référence à un ancien bac utilisé pour traverser la Sensée. Ce bac a été remplacé par un pont en 1660, construit sur ordre de Louis XIV après que le village a été définitivement rattaché à la France.
En 1160, un bateau assurait le passage de la Sensée avec un droit de péage au seigneur. Puis sur ordres du roi, un pont fut construit avec augmentation des droits de péage au profit du seigneur de Rubempré par arrêt du conseil le 18 août 1722.[réf. nécessaire]
Avant la Révolution, l'église d'Aubigny appartenait à l'abbaye bénédictine de Fermy, sous le diocèse de Cambrai. La seigneurie d'Aubigny a été détenue par les d'Aubigny au XIIIe siècle, puis par la maison princière de Rubempré au XVe siècle.
Depuis le XVIe siècle, la seigneurie du village était assurée par la maison de Rubempré dont Philippe de Rubempré en 1624 fut le 358e membre de l'Ordre de la Toison d'or, gouverneur et capitaine-général de Lille, Douai et Orchies, comte de Vertain le 8 février 1614, baron d'Everberg le 18 février 1620 et d'Aubigny. Il décède en 1639.

En 1918, le territoire d'Aubigny a été le théâtre de combats violents, au cours desquels les troupes anglaises ont émergé victorieuses.

### Situation administrative

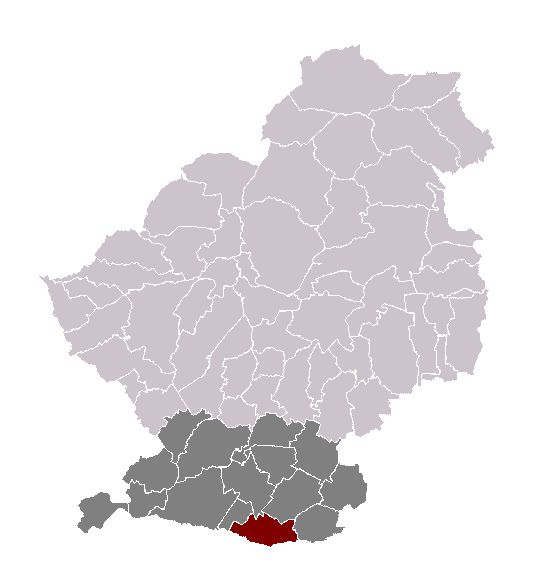
Aubigny-au-bac dans son canton et son arrondissement

## Politique et administration

### Tendances politiques et résultats
Charles Dufour devient maire avant 1988.
Alain Boulanger devient maire à l'issue des élections municipales de mars 2008.
Lors du premier tour des élections municipales le 15 mars 2020, quinze sièges sont à pourvoir ; on dénombre 842 inscrits, dont 289 votants (34,32 %), 21 votes blancs (7,27 %) et 232 suffrages exprimés (80,28 %). La liste Aubigny 2020 menée par le maire sortant Alain Boulanger recueille l'intégralité des suffrages exprimés, étant la seule à s'être présentée,. Celui-ci est élu maire à l'unanimité le 23 mai 2020, pour un troisième mandat.

### Liste des maires
Maire de 1802 à 1808 : Leblond,.
Maire en 1881 : Lannois.
| Identité                                                 | Période          | Période                                   | Durée              | Étiquette                    |
| Identité                                                 | Début            | Fin                                       | Durée              | Étiquette                    |
| -------------------------------------------------------- | ---------------- | ----------------------------------------- | ------------------ | ---------------------------- |
| Léopold Le Blon (d)                                      | 1802             | 1813                                      | 11 ans             |                              |
| Désiré Charlon (d)                                       | 1813             |                                           |                    |                              |
| François Carpentier (d)                                  |                  | janvier 1871                              |                    |                              |
| Émile Tellier (d) (mort le 21 mars 1879)                 | février 1871     | 21 mars 1879 (mort en cours de mandat)    | 8 ans et 1 mois    |                              |
| Louis Hannois (d)                                        | 1879             |                                           |                    |                              |
| Charles Dufour (d)                                       | années 1980      |                                           |                    | Parti communiste français    |
| Christian Carpentier (d)                                 |                  | mars 2008                                 |                    | divers gauche                |
| Alain Boulanger (d), (21 février 1948 - 22 janvier 2025) | mars 2008        | 22 janvier 2025 (mort en cours de mandat) | 16 ans et 10 mois  | Parti socialiste indépendant |
| Marie-Madeleine Lefebvre (d)                             | 1er février 2025 | En cours                                  | 6 mois et 19 jours |                              |

### Politique locale
En 2012, l'ancien maire Christian Carpentier est condamné pour détournement de biens publics. Les faits remontent à 2003 où Christian Carpentier était maire. A cette période, il fait réaliser des travaux dans un de ses logements par un employé de la commune.

## Population et société

### Démographie

#### Évolution démographique

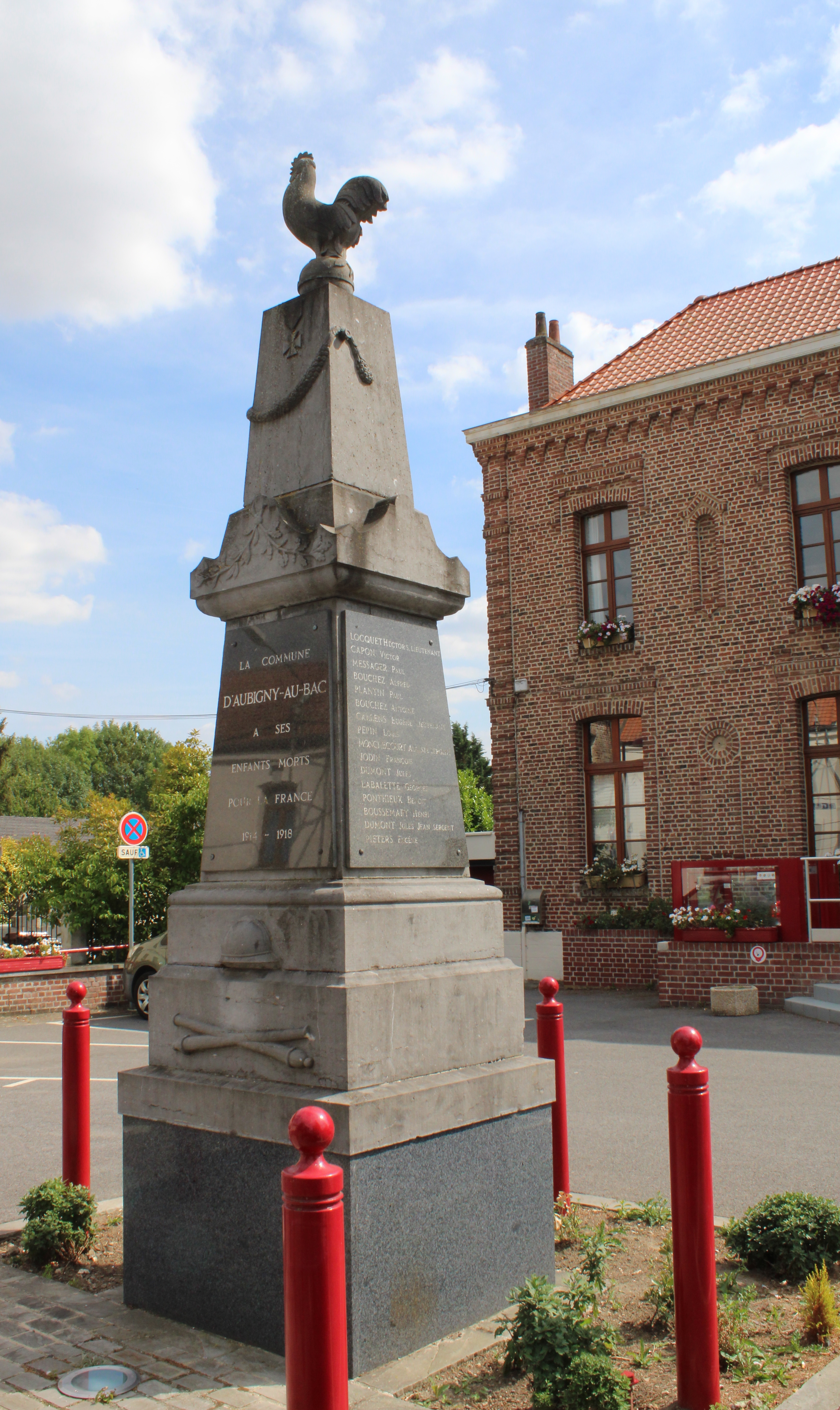
Le monument aux morts.

L'évolution du nombre d'habitants est connue à travers les recensements de la population effectués dans la commune depuis 1793. Pour les communes de moins de 10 000 habitants, une enquête de recensement portant sur toute la population est réalisée tous les cinq ans, les populations de référence des années intermédiaires étant quant à elles estimées par interpolation ou extrapolation. Pour la commune, le premier recensement exhaustif entrant dans le cadre du nouveau dispositif a été réalisé en 2004.

En 2022, la commune comptait 1 167 habitants, en évolution de −1,44 % par rapport à 2016 (Nord : +0,51 %, France hors Mayotte : +2,11 %).
| 1793 | 1800 | 1806  | 1821  | 1831  | 1836  | 1841  | 1846  | 1851  |
| ---- | ---- | ----- | ----- | ----- | ----- | ----- | ----- | ----- |
| 862  | 814  | 1 034 | 1 024 | 1 214 | 1 186 | 1 220 | 1 157 | 1 066 |

| 1856  | 1861  | 1866  | 1872 | 1876 | 1881  | 1886  | 1891  | 1896  |
| ----- | ----- | ----- | ---- | ---- | ----- | ----- | ----- | ----- |
| 1 003 | 1 037 | 1 095 | 987  | 977  | 1 012 | 1 071 | 1 016 | 1 016 |

| 1901 | 1906 | 1911 | 1921 | 1926 | 1931 | 1936 | 1946 | 1954  |
| ---- | ---- | ---- | ---- | ---- | ---- | ---- | ---- | ----- |
| 988  | 997  | 940  | 817  | 892  | 872  | 912  | 918  | 1 077 |

| 1962  | 1968  | 1975  | 1982  | 1990  | 1999  | 2004  | 2006  | 2009  |
| ----- | ----- | ----- | ----- | ----- | ----- | ----- | ----- | ----- |
| 1 055 | 1 063 | 1 077 | 1 022 | 1 018 | 1 048 | 1 041 | 1 023 | 1 210 |

| 2014  | 2019  | 2022  | - | - | - | - | - | - |
| ----- | ----- | ----- | - | - | - | - | - | - |
| 1 195 | 1 166 | 1 167 | - | - | - | - | - | - |

#### Pyramide des âges
La population de la commune est relativement jeune.
En 2018, le taux de personnes d'un âge inférieur à 30 ans s'élève à 34,0 %, soit en dessous de la moyenne départementale (39,5 %). À l'inverse, le taux de personnes d'âge supérieur à 60 ans est de 23,0 % la même année, alors qu'il est de 22,5 % au niveau départemental.
En 2018, la commune comptait 585 hommes pour 587 femmes, soit un taux de 50,09 % de femmes, légèrement inférieur au taux départemental (51,77 %).
Les pyramides des âges de la commune et du département s'établissent comme suit.
| Hommes | Classe d’âge | Femmes |
| ------ | ------------ | ------ |
| 0,5    | 90 ou +      | 1,2    |
| 4,5    | 75-89 ans    | 8,2    |
| 15,8   | 60-74 ans    | 15,8   |
| 26,1   | 45-59 ans    | 24,1   |
| 17,0   | 30-44 ans    | 18,7   |
| 18,7   | 15-29 ans    | 14,6   |
| 17,4   | 0-14 ans     | 17,5   |

| Hommes | Classe d’âge | Femmes |
| ------ | ------------ | ------ |
| 0,5    | 90 ou +      | 1,4    |
| 5,3    | 75-89 ans    | 8,1    |
| 14,8   | 60-74 ans    | 16,2   |
| 19,1   | 45-59 ans    | 18,4   |
| 19,5   | 30-44 ans    | 18,7   |
| 20,7   | 15-29 ans    | 19,1   |
| 20,2   | 0-14 ans     | 18     |

### Enseignement
Aubigny-au-Bac fait partie de l'académie de Lille.
École Jean de la Fontaine
École publique maternelle et primaire.
Il y a 5 classes à double niveau. Garderie dès 7h30 et étude jusque 17h30;

## Économie
- Brasserie du Cambier

## Culture locale et patrimoine

### Lieux et monuments

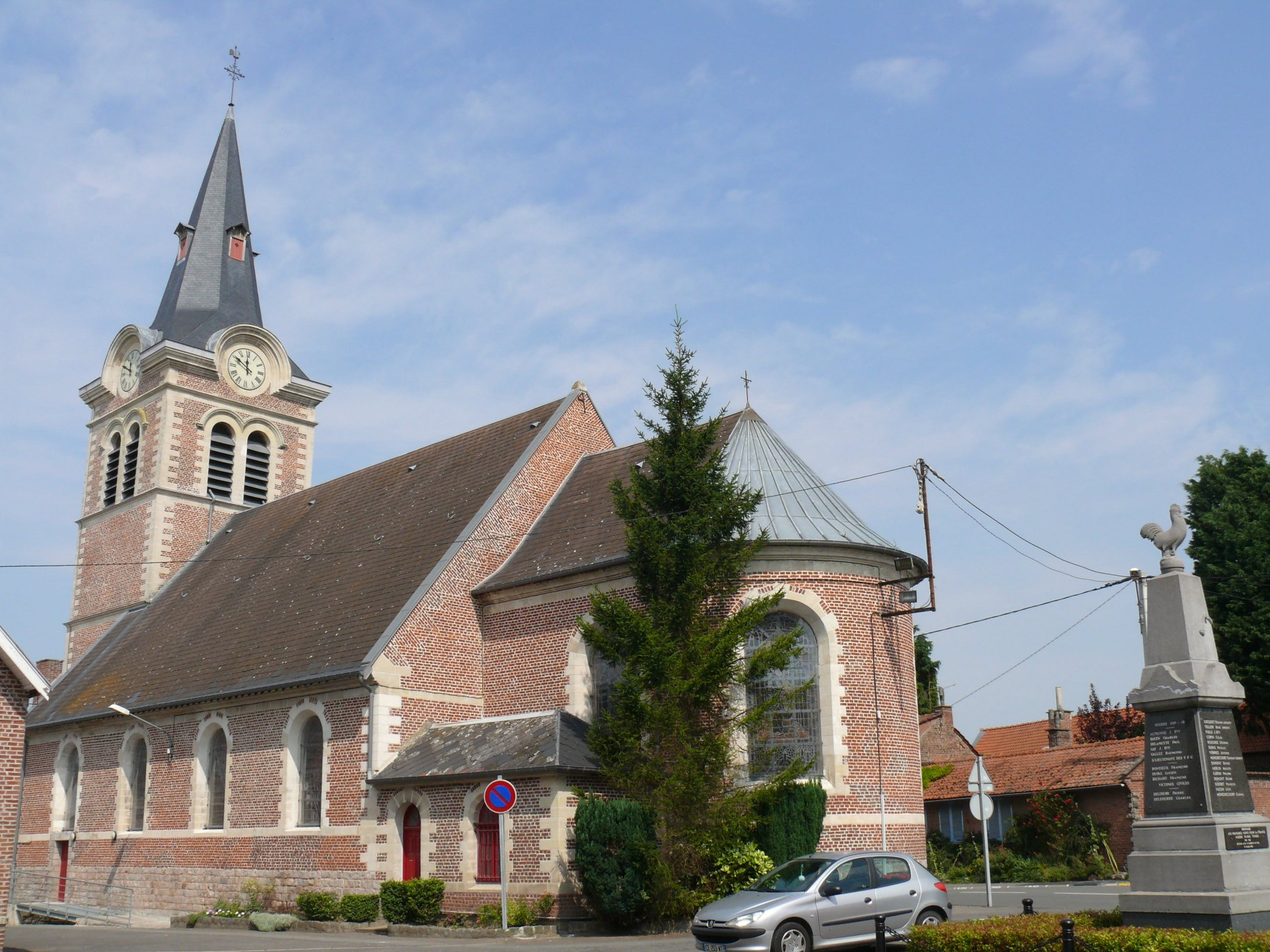
L'église Saint-Amand

- Pierre qui Pousse, menhir inscrit au titre des monuments historiques le 22 novembre 1979[42].
- La mairie, à l'origine une école communale de garçon, est construit en 1879. Réquisitionné par les allemands durant la Première Guerre mondiale, l'administration en fait sa mairie en 1920. Le bâtiment n'a pas évolué depuis sa construction[19].
- Église Saint-Amand, bâtie en 1765, elle est reconstruite après la Première Guerre mondiale. Elle héberge un tableau de Jean-Paul Laurens, Jésus guérissant un démoniaque, offert par Napoléon III aux aubignois lors de son passage dans la commune en 1870[19].

### Héraldique
|  | Les armes d'Aubigny-au-Bac se blasonnent ainsi : « D'azur à trois chevrons d'or. » |

## Pour approfondir